# Mochokidae
Famille
Les Mochokidés (Mochokidae) forment une famille de poissons-chats appartenant à l'ordre des Siluriformes.

## Liste des genres
Selon FishBase (29 octobre 2017) :
- genre Acanthocleithron
- genre Atopochilus
- genre Atopodontus
- genre Chiloglanis
- genre Euchilichthys
- genre Microsynodontis
- genre Mochokiella
- genre Mochokus
- genre Synodontis

Selon World Register of Marine Species (29 octobre 2017) :
- genre Acanthocleithron Nichols & Griscom, 1917
- genre Atopochilus Sauvage, 1879
- genre Atopodontus Friel & Vigliotta, 2008
- genre Brachysynodontis Bleeker, 1862
- genre Chiloglanis Peters, 1868
- genre Euchilichthys Boulenger, 1900
- genre Hemisynodontis Bleeker, 1862
- genre Microsynodontis Boulenger, 1903
- genre Mochokiella Howes, 1980
- genre Mochokus Joannis, 1835
- genre Synodontis Cuvier, 1816